# Ermita de San Vicente del Campo
La ermita de San Vicente del Campo o de los Campos es un templo católico abandonado emplazado en la localidad española de La Herrán (Liérganes, Cantabria), cerca de Pámanes. Únicamente se conservan sus muros perimetrales, restos de los arranques de las bóvedas, el ábside, la espadaña, de un solo vano, y la entrada, en arco de medio punto, situada en la fachada sur. La sacristía se encuentra adosada a la fachada norte. Data del siglo XVII y a mediados del XX ya estaba en ruinas.

## Historia
Los trabajos de construcción del templo concluyeron hacia 1630, habiendo comenzado años atrás. En 1686, el ensamblador Francisco de Mendoza y el escultor Pedro Vega Camporredondo se asociaron para la construcción del retablo mayor de la ermita. Dicha tarea costó 1.542 reales.
En 1856 se acometieron obras en la ermita, reforma que no impidió que un siglo después el edificio estuviera en ruinas.